# Refuge Walter Bonatti
Le refuge Walter Bonatti se trouve dans le val Ferret valdôtain, une vallée latérale du val d'Aoste, dans les Alpes pennines italiennes, à 2 025 mètres d'altitude.

## Histoire
Il fut bâti en 1998.

## Caractéristiques et informations

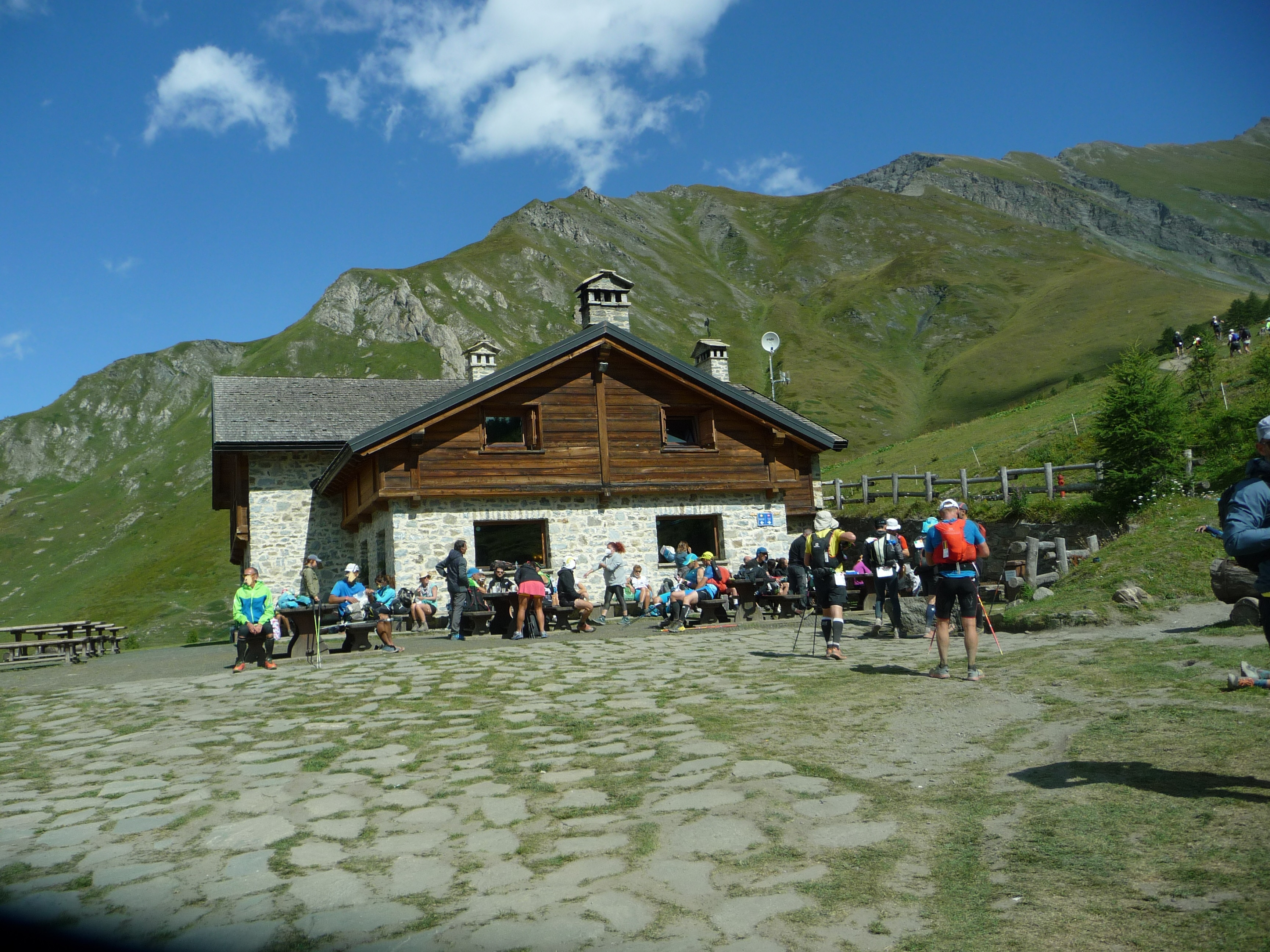
Pause au refuge Bonatti pour des coureurs de l'UTMB 2021.

Le refuge se trouve au col de Malatraz, face au massif du Mont-Blanc. Il se trouve le long du parcours de la Haute Route no 1 et du Tour du Mont-Blanc. Le parcours de l'Ultra-Trail du Mont-Blanc qui se déroule chaque année à la fin du mois d'août passe fréquemment à côté.
Il est dédié à Walter Bonatti, l'un des plus célèbres alpinistes italiens. Dans le massif du Mont-Blanc, il est le premier à avoir réalisé l'ascension du Grand Capucin par la face est, en 1951, en compagnie de Luciano Ghigo.

## Accès
Du lieu-dit La vachey, au fond du val Ferret, on rejoint facilement le refuge en une heure environ.

## Ascensions
- Col du Malatraz - 2 928 mètres